# Cinque passi in più
Cinque passi in più è il primo album dal vivo della cantante italiana Alessandra Amoroso, pubblicato il 5 dicembre 2011 dalla Sony Music.

## Descrizione
L'album è composto da due CD: uno contenente cinque inediti e un altro contenente diciannove tracce che consistono in esibizioni live della cantante registrate durante il suo Il mondo in un secondo Tour. Dell'album sono state pubblicate due edizioni: una standard, contenente i due dischi, e una deluxe, contenente, oltre che ad essi, un DVD (registrato durante lo spettacolo al Mediolanum Forum di Assago), un booklet di 36 pagine con i testi e le fotografie relative all'album e cinque cartoline, di cui una autografata dalla cantante con scritto "5 passi in più con voi, con affetto. Sandrina!". Il 22 maggio 2012 esce una nuova versione dell'album: Ancora di più - Cinque passi in più, contenente altri tre inediti.
Il DVD oltre a contenere circa 90 minuti di spettacolo, contiene anche 10 minuti di backstage e momenti inediti della cantante che vanno dal momento in cui si trova in albergo agli attimi antecedenti all'inizio del concerto. È inoltre possibile selezionare ogni singolo brano dal menù dei capitoli e la schermata iniziale è accompagnata con la base musicale di È vero che vuoi restare.

## Promozione
L'album è anticipato il 4 novembre dal singolo È vero che vuoi restare, scritto da Federica Camba e Daniele Coro, così come le altre quattro canzoni che compongono il disco di inediti, e arrangiato da Celso Valli. Ha raggiunto la tredicesima posizione della classifica italiana. Il nuovo progetto discografico è stato presentato dalla cantante in anteprima il 4 dicembre in Piazza di Spagna a Roma, dove per l'evento sono accorsi circa diecimila fan da tutta Italia. A questo primo episodio promozionale si aggiungono anche altri cinque incontri, il 5 dicembre a Milano, il 7 dicembre a Palermo, il 12 a Lecce, il 15 a Firenze e il 16 a Napoli.
Il 20 gennaio 2012 viene estratto come secondo singolo dall'album Ti aspetto. Al brano viene accompagna il relativo videoclip disponibile a partire dal 14 marzo 2012 in anteprima su TGcom24. Il 7 e il 9 febbraio, rispettivamente a Roma e Milano, Alessandra incontra i vincitori del concorso "incontra Alessandra Amoroso" esibendosi in alcuni brani live e a cappella tratti dall'album.

## Tracce

### CD1:Cinque passi in più
1. Prenditi cura di me – 3:42
2. È vero che vuoi restare – 3:49
3. Ti aspetto – 3:27
4. L'altra metà di te – 3:47
5. Succede – 4:07

### CD2:Live al Forum di Assago di Milano
1. Intro – 1:14
2. Il mondo in un secondo – 3:40
3. Dove sono i colori – 3:58
4. Estranei a partire da ieri – 4:03
5. Semplicemente così – 3:42
6. Stella incantevole – 4:07
7. Non ho che te – 3:34
8. Domani con gli occhi di ieri – 3:45
9. Stupida – 3:51
10. Punto di domanda – 3:41
11. Urlo e non mi senti – 3:37
12. Arrivi tu / Mi sei venuto a cercare tu / Ama chi ti vuole bene – 6:13
13. I'm a woman – 3:43
14. Senza nuvole – 3:44
15. Niente – 3:31
16. Find a Way / Master Blaster / Respect / I'll Be There – 6:31
17. La mia storia con te – 3:58
18. Immobile – 3:27
19. White Xmas – 3:27

## Formazione
- Alessandra Amoroso – voce
- Giorgio Cocilovo – chitarra
- Samuele Dessì – basso, programmazione
- Dado Parisini – tastiera, pianoforte
- Paolo Costa – basso
- Alfredo Golino – batteria
- Jack Master – basso
- Luca Colombo – chitarra
- Cesare Chiodo – basso
- Elio Rivagli – batteria
- Celso Valli – tastiera, pianoforte
- Massimo Varini – chitarra acustica

## Successo commerciale
L'album debutta alla 2ª posizione della Classifica FIMI Album, mentre la riedizione dell'album debutta subito alla prima posizione, restandoci due settimane.
L'album dopo tre settimane viene certificato disco d'oro per le oltre 30 000 copie vendute. Il 5 gennaio 2012 l'album viene certificato disco di platino per aver venduto oltre 60 000 copie, mentre il 12 giugno 2012 l'album, raggiungendo le 120 000 copie, viene certificato doppio disco di platino. A fine 2013, l'album viene certificato triplo disco di platino per le oltre 180 000 copie vendute.

## Ancora di più - Cinque passi in più(ristampa)
Il 22 maggio 2012 è stata pubblicata la riedizione dell'album, intitolata Ancora di più - Cinque passi in più che debutta subito alla prima posizione e contiene tre brani inediti. Dalla riedizione viene estratto il singolo Ciao. La ristampa ottiene un ottimo successo commerciale, rimanendo per due settimane in vetta, per poi stabilizzarsi nella top ten per 16 settimane e diventando il 14º album più venduto in Italia nel 2012.

### Tracce
1. Ciao - 3:26
2. Ancora di più - 3:44
3. La volta buona - 3:26
4. Prenditi cura di me - 3:42
5. È vero che vuoi restare - 3:49
6. Ti aspetto - 3:27
7. L'altra metà di te - 3:47
8. Succede - 4:07

## Classifiche

### Cinque passi in più

#### Classifiche settimanali
| Classifica (2011) | Posizione massima |
| ----------------- | ----------------- |
| Italia            | 2                 |

#### Classifiche di fine anno
| Classifica (2011) | Posizione |
| ----------------- | --------- |
| Italia            | 16        |

### Ancora di più - Cinque passi in più

#### Classifiche settimanali
| Classifica (2012) | Posizione massima |
| ----------------- | ----------------- |
| Italia            | 1                 |
| Svizzera          | 68                |

#### Classifiche di fine anno
| Classifica (2012) | Posizione |
| ----------------- | --------- |
| Italia            | 14        |